# Les Prés - Edgard-Pisani (métro de Lille)
La station Les Prés - Edgard-Pisani est une station de la ligne 2 du métro de Lille, située à Villeneuve-d'Ascq, dans le quartier des Prés. Inaugurée le 18 août 1999, la station permet de desservir la zone d'activité Les Prés.

## Situation
La station se situe à la fin du boulevard de l'Ouest reliant Mons-en-Barœul à l'entrée sur l'autoroute A22 qui relie Lille à la Belgique. Elle dessert le quartier Les Prés de Villeneuve-d'Ascq ainsi que de nombreuses entreprises et restaurants situés autour du rond-point en face de la station.
Elle est située sur la ligne 2 entre les stations Fort de Mons et Jean-Jaurès, respectivement à Mons-en-Barœul et à Villeneuve-d'Ascq.

## Histoire
La station est inaugurée le 18 août 1999. Elle doit son nom au quartier de Villeneuve-d'Ascq, Les Prés, qu'elle dessert.
En mars 2017, le nom d'Edgard Pisani est accolé au nom de la station.

## Service aux voyageurs

### Accueil et accès

Intérieur de la station

La station bâtie sur deux niveaux, bénéficiant d'un seul accès :
- niveau de surface : entrée, accès ascenseur, vente et compostage des billets
- niveau aérien : voies centrales et quais opposés de biais.

### Intermodalité
La station dispose d'un vélopole, d'un parking gratuit de 497 places. Le parking a été agrandi de 137 à 497 places entre mai 2010 et octobre 2011 afin de créer une liaison de navette entre la station et le stade Pierre-Mauroy.
La station est desservie par la ligne 60E du réseau Ilévia et par la ligne 851 du réseau interurbain Arc-en-Ciel 2.

## À proximité
- Centre Commercial Décathlon Campus
- Parc d'Activités Les Prés